# Impala Ray
Impala Ray ist ein Indie-Folk- beziehungsweise Indie-Pop-Projekt. Hauptfigur ist Sänger und Gitarrist Rainer Gärtner, geboren in Kösching und aufgewachsen in Hepberg. Der Name „Impala Ray“ leitet sich von dem der afrikanischen Antilopen-Art, dem Impala, und dem Spitznamen Rainer Gärtners, „Ray“, ab. Bekannt wurde Impala Ray durch das 2014 veröffentlichte Album Old Mill Valley, das nach Rays Herkunft, dem Altmühltal, benannt ist. 2016 folgte das Album From the Valley to the Sea, welches mit der Single-Auskopplung Stay einen vielseits beachteten Radio-Hit landete.

## Geschichte
Ray gründete das Projekt Impala Ray 2012, als er noch für eine Münchner Medienagentur arbeitete. Er begann Songs zu schreiben und sie mit befreundeten Musikern in Eigenregie zu produzieren. Als Solo-Projekt gegründet, wurden mit Nicola Missel an der Tuba und seinem Arbeitskollegen Dominik Haider am Schlagzeug zunächst Kleinkunstbühnen und Münchner Straßen bespielt, wo sie schon nach wenigen Auftritten vom Musikjournalisten, Künstler- und Labelmanager Gerald Huber entdeckt wurden. Mit dem Single Release The Gambler spielte die Kombo 2013 erste kleine Festivals. Im Frühjahr 2014 folgten Toursupportshows für Gabby Young und Fiva, bei welchen Carmen Unterhofer bereits durch Backgroundgesang unterstützte. Im Laufe dieser Tour stellte sich heraus, dass Carmen Unterhofer auch Hackbrett spielt, worauf sie kurze Zeit später ebenfalls zum festen Bandmitglied wurde. Wenige Monate vor dem Release von Old Mill Valley, welches am 1. August 2014 auf redwinetunes erschien, entschied sich Ray, seine bisherige Arbeit als Mediengestalter zu kündigen, um sich voll auf die Musik konzentrieren zu können. Das Releasekonzert fand im damaligen Atomic Cafe statt. 2015 folgten weitere Support Shows für Jesper Munk und Hubert von Goisern und die Initiative Musik übernahm die Bandförderung. Am 15. Juli 2016 erschien das Album From the Valley to the Sea auf dem Label 7us music mit diversen Festivalauftritten und einer umfangreichen Club-Tour. Anfang 2018 entschied sich Ray sich von allen bestehenden Verbindungen zu lösen und gründete mit seinem Manager und Booker Sebastian Zeitz (Innsite Booking) das eigene Label Free Bird Records, auf welchem auch am 23. November 2018 die neue Single Splash Mathare veröffentlicht wurde. Für 2019 hat Impala Ray ein neues Album angekündigt.
Live präsentiert sich Impala Ray als Band mit für ihr Genre ausgefallener Instrumentierung. Ray wird dabei von Nicola Missel an der Tuba, Carmen Unterhofer am Hackbrett und Dominik Haider an Schlagzeug und Percussion begleitet. Zudem singen sie mehrstimmig. In Ausnahmefällen wird die feste Besetzung um Raphael Missel an der Trompete und Daniel Missel an der Posaune ergänzt. Hin und wieder werden Nicola Missel von Gergö Matyas und Carmen Unterhofer von Annika Popp vertreten. Die Band trat bereits international auf. So spielten sie neben Festivals in Deutschland, wie dem Reeperbahn Festival, dem Woodstock der Blasmusik, dem Heimatsound-Festival, dem Free & Easy Festival, dem Oben Ohne Open Air, dem Modular Festival, dem Zelt-Musik-Festival, dem Rocken am Brocken, dem prima leben und stereo, dem MS Dockville, dem Kulturknall oder Open Flair, unter anderem auch auf dem Blue Balls Festival in Luzern (Schweiz), Koll an Aktioun in Luxemburg, Musikclub Open Air des Musik-Kulturklubs Lembach (Österreich) oder Tour-Shows in Tschechien.
Im Fernsehen war Impala Ray unter anderem zu sehen im ZDF-Fernsehgarten und im Tigerenten Club sowie Konzertmitschnitte in der Fernsehreihe Heimatsound über ihren Auftritt zusammen mit G.Rag & die Landlergschwister im Herzkasperlzelt auf der Oidn Wiesn 2015 und beim Heimatsound-Festival 2016.

## Stil
Die Songs erzählen Geschichten geprägt vom Leben, von Fern- und Heimweh. Neben frischem Up-tempo-Flair werden auch sentimentale Klänge mit ernsten Themen kontrastreich in Konzeptalben aufgegriffen. Der Gesang spielt dabei oft eine zentrale und präsente Rolle. Auf dem Debütalbum Old Mill Valley ist die Auswahl der Instrumente sehr breit gefächert, während auf dem zweiten Album From the Valley to the Sea der Fokus auf Tuba und Hackbrett verstärkt wurde. Trotz der akustischen Instrumentierung werden gezielt elektronische Elemente eingesetzt. Nachdem auf Old Mill Valley das Thema Heimat und Berge und auf From the Valley to the Sea die Fernwehreise zum Meer beschrieben wird, steht bei der Single Splash Mathare die Wüste als Symbolbild für Rays Vergangenheit in Afrika im Mittelpunkt.

## Diskografie
Alben
- 2014: Old Mill Valley (redwinetunes)
- 2016: From the Valley to the Sea (7us Media Group / Membran)
- 2019: Jangwar Summers (Free Bird Records)

Singles
- 2014: Io & I
- 2016: Stay
- 2016: One
- 2017: Up
- 2017: Wild
- 2018: Splash Mathare
- 2019: Encore
- 2019: New Shoes
- 2019: Impala Crush

Kompilationsbeiträge
- 2015: My Last Goodbye auf Sound of Munich Now 2015 (Süddeutsche Zeitung)